# Élie Doté
Élie Doté (ur. 1947 w Bangi) premier Republiki Środkowoafrykańskiej od 13 czerwca 2005 do 22 stycznia 2008.

## Życiorys
Dote urodził się w Bangi. Uzyskał stopień doktora ekonomii. W latach 1974–1980 pracował w ministerstwie rolnictwa. Następnie został ekspertem Afrykańskiego Banku Rozwoju. Na przestrzeni lat pełnił tam różne funkcje związane z rolnictwem i ekonomią. Od 2001 był szefem departamentu rolnictwa i rozwoju wiejskiego.

### Premier
13 czerwca 2005 prezydent François Bozizé mianował go szefem rządu.
We wrześniu 2006 po rekonstrukcji swego gabinetu, Doté zajął w nim również stanowisko ministra finansów. 17 stycznia 2008 Zgromadzenie Narodowe zgłosiło przeciw rządowi Dote wotum nieufności. Powodem był trwający od początku stycznia strajk pracowników sfery budżetowej, w tym nauczycieli co spowodowało zamknięcie szkół w kraju. 18 stycznia 2008 sam Dote podał swój gabinet dymisji. Dymisja została przyjęta następnego dnia przez prezydenta Bozizé. 22 stycznia 2008 prezydent mianował nowym szefem rządu Faustina-Archangę Touadérę. 
Dote jest żonaty, ma sześcioro dzieci.